# Wilmington, Illinois
Wilmington är en stad (city) i Will County, i delstaten Illinois, USA. Enligt United States Census Bureau har staden en folkmängd på 5 757 invånare (2011) och en landarea på 24,3 km².